# Republika Baranya-Baczka
Republika Baranya-Baczka (serb. Srpsko-mađarska republika Baranja-Baja/Српско-мађарска република Барања-Баја, węg: Baranya-bajai Szerb-Magyar köztársaság) – krótko istniejące państwo w Europie.
Istnienie republiki proklamowano 14 sierpnia 1921 roku. Objęła ona część regionu Baranja i północną część regionu Baczka. Powołanie republiki było sprzeciwem miejscowej ludności wobec ustalonego w Traktacie w Trianon podziałowi regionu - ta część miała zostać przy Węgrzech, przeciwko czemu protestowali miejscowi Serbowie (powstanie państwa cieszyło się przychylnością władz w Belgradzie). Prezydentem republiki był Serb, Petar Dobrović.
W dniach 21-25 sierpnia 1921 wojska węgierskie zajęły i na powrót przyłączyły ją do Węgier.